# Synagoge (Neidenstein)

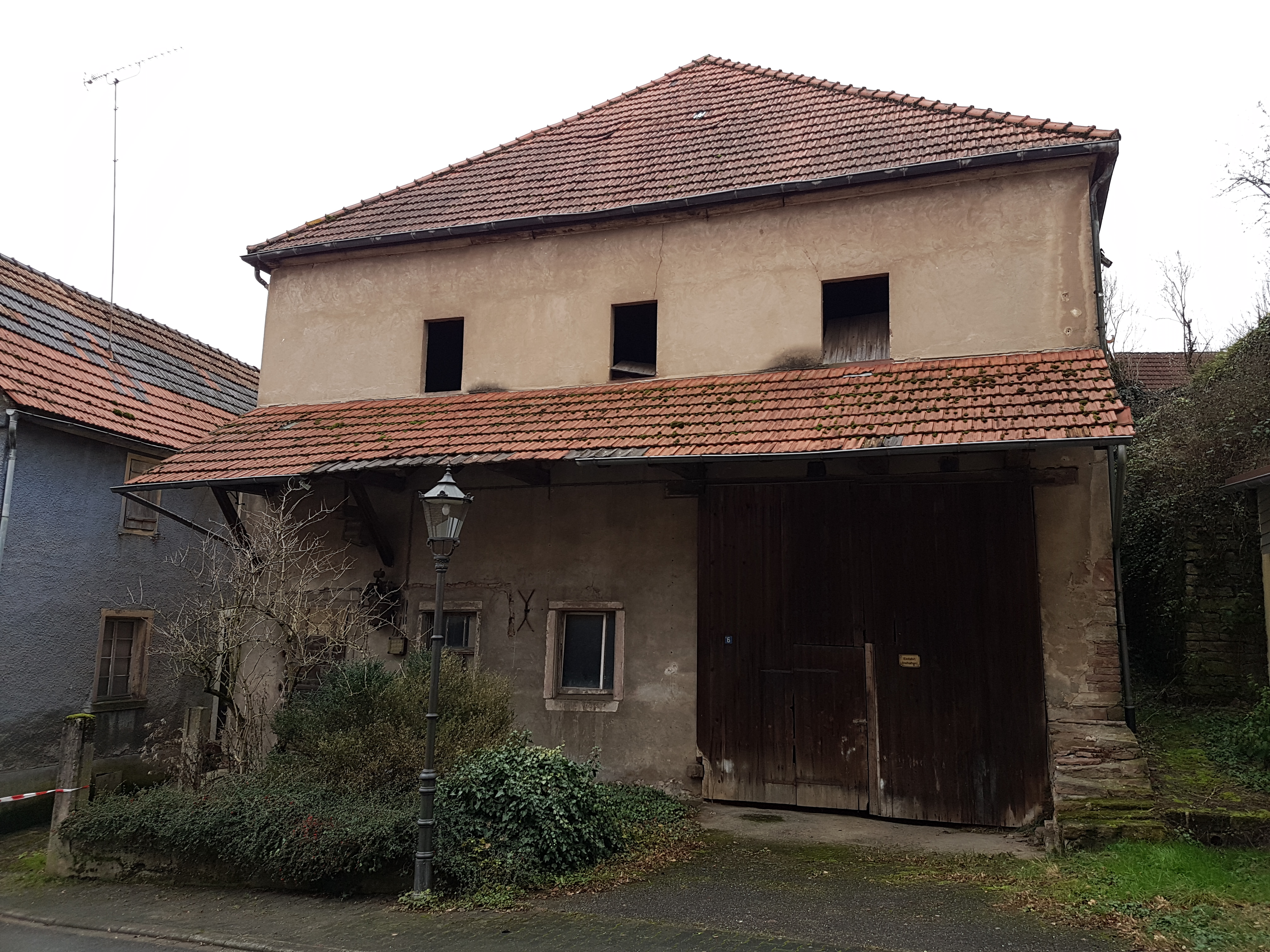
Ehemalige Synagoge in Neidenstein (2016)

Die Synagoge in Neidenstein, einer Gemeinde im Rhein-Neckar-Kreis im nördlichen Baden-Württemberg, wurde 1831/32 errichtet. Die profanierte Synagoge befindet sich am Kirchgraben 6.

## Geschichte
Eine Synagoge ist in Neidenstein ab 1796 belegt. Das Gebäude wurde mit der Zeit zu klein für die wachsende Anzahl der Gemeindeglieder. Um die Jahreswende 1831/32 wurde die auf dem Platz des Vorgängerbaus errichtete neue Synagoge eingeweiht. Neben der Synagoge verfügte die jüdische Gemeinde Neidenstein über ein Schulhaus und eine Mikwe. 
Die Pläne für den Synagogenneubau wurden vom Landbaumeister Schwarz aus Bruchsal gefertigt. Es war eine der größten Landsynagogen Badens. Vermutlich in der Mitte des 19. Jahrhunderts  wurde in der Synagoge ein Harmonium zur musikalischen Begleitung der Gottesdienste aufgestellt. 

### Zeit des Nationalsozialismus
Beim Novemberpogrom 1938 wurde die Inneneinrichtung von SA-Männern aus Eschelbronn und Neidenstein zerstört. Nach der Plünderung in der Pogromnacht meldete die jüdische Gemeinde den Verlust von 14 Torarollen, Vorhängen, Decken und Torahüllen, einem Kronleuchter, drei Kandelabern, Beleuchtungskörpern, Lesepulten, Tischen, Stühlen und Schränken, silbernen Bechern, silbernen Kultgegenständen, Gebetmäntel, Gebetbüchern und vieles anderes mehr. 
Das Gebäude wurde von der jüdischen Gemeinde laut Kaufvertrag vom 20. Januar 1939 zum Preis von 1000 Reichsmark an einen örtlichen Landwirt verkauft. Dieser brach den vorderen Teil zur Straße hin kurze Zeit später ab. Das Synagogengebäude wurde zu einer Scheuer bzw. einem Stall umgebaut.

### Seit dem Zweiten Weltkrieg
Das erhalten gebliebene, mittlerweile unter Denkmalschutz stehende Gebäude wurde weiterhin für landwirtschaftliche Zwecke genutzt. Ein im Rahmen einer Diplomarbeit 1998 vorgestelltes Konzept zur Bewahrung und Nutzung des Gebäudes als Gedenk- und Dokumentationsstätte wurde bislang, Stand Anfang 2019, nicht umgesetzt.